# Troyer-Syndrom
Das Troyer-Syndrom ist eine sehr seltene,  unter der Kurzbezeichnung SPG20 zu den hereditären spastischen Paraplegien gehörige angeborene Erkrankung mit den Hauptmerkmalen einer bereits in früher Kindheit einsetzenden spastischen Paraparese der Beine und einer schlaffen Parese der kleinen Handmuskulatur.
Synonyme sind: Spastic Paraparesis, Childhood-Onset, With Distal Muscle Wasting; Spastic Paraplegia, Autosomal Recessive, Troyer Type.
Die Namensbezeichnung bezieht sich auf den Namen der ersten Familie, bei der die Erkrankung im Jahre 1967 durch die US-amerikanischen Humangenetiker Harold E. Cross und  Victor Almon McKusick bei den Amischen beobachtet wurde.

## Verbreitung
Bislang wurden lediglich 20 Patienten beschrieben, die Erkrankung scheint nur bei den Amischen vorzukommen, die Vererbung erfolgt autosomal-rezessiv.

## Ursache
Der Erkrankung liegen Mutationen im SPG20-Gen im Chromosom 13 Genort q13.3 zugrunde, welches für das Spartin-Protein kodiert.
Dadurch kommt es zu einer Degeneration mit Absterben von  Muskelzellen und Motorneuronen und einem fortschreitenden Verlust der Muskel- und Nervenfunktionen.

## Klinische Erscheinungen
Klinische Kriterien sind:
- Manifestation in den ersten Lebensjahren
- verzögerte Motorische Entwicklung
- spastische Beinparese mit gesteigerten Muskeleigenreflexen und Babinski-Zeichen
- Sprachentwicklungsverzögerung, undeutliche Sprache
- leichter Minderwuchs
- Parese oder Atrophie an Thenar, Hypothenar Mm intereossei im Kindesalter
- Überstreckbare Finger
- häufig Hohl- und Klumpfuß
- leichte Kleinhirnsymptomatik
- häufig auffälliges Speicheln
- Mangel an emotionaler Stabilität

## Differentialdiagnose
Abzugrenzen sind andere Formen der  hereditären spastischen Paraplegien sowie das Charlevoix-Saguenay-Syndrom.

## Therapie
Die Behandlung richtet sich gegen die Spastizität der Muskulatur und soll Komplikationen vermeiden.